# Campylopus kirkii
Campylopus kirkii là một loài rêu trong họ Dicranaceae. Loài này được Mitt. ex Beckett mô tả khoa học đầu tiên năm 1893.